# Данильчук, Пётр Андреевич
Пётр Андреевич Данильчук (10 февраля 1940, Подвысокое, Станиславская область — 8 мая 2008, Ивано-Франковск) — советский футболист. Обладатель Кубка СССР (1969), мастер спорта СССР (1965).

## Биография
В первенстве СССР играл за команды «Спартак» Станислав/Ивано-Франковск (1959—1963 — 150 игр, три гола), СКА Львов (1964—1966 — 85 игр, три гола), «Карпаты» Львов (1967—1972 — 167 игр). В 1969 году в составе «Карпат», выступавших во второй группе класса «А», стал обладателем Кубка СССР. В 1/16 финала Кубка обладателей кубков 1970/71 с румынским «Стяуа» (0:1, 3:3) провёл обе игры. В высшей лиге в 1971—1972 годах сыграл 34 матча.
Скончался в 2008 году в возрасте 68 лет.